# マリア・スラティナル＝ニストゥール
マリア・スラティナル・ニストール（Maria Slătinaru-Nistor, 1938年3月25日 - ）は、ルーマニアのソプラノ歌手。
マリア・スラティナル、マリア・ニストールまたはマリア・ニストール・スラティナルとも。ルーマニア北東部のヤシ出身。

## 経歴
生地のヤシ音楽院（現、ジョルジュ・エネスク芸術大学）でフロリカ・マリーズに師事。1967年に同音楽院を卒業後、ブカレスト国立音楽大学でアルタ・フロレスクに師事した。この間、1967年のジョルジュ・エネスク国際コンクールの声楽部門の5位入賞、1969年のオランダのスヘルトーヘンボスで開催された国際声楽コンクール（IVC）で優勝している。
1969年にブカレスト国立音楽大学を卒業直後から、ブカレストのルーマニア国立歌劇場に所属し、同年ヴェルディの「ドン・カルロ」にエリザベッタ役でデビューした。以降1990年まで同歌劇場を代表するプリマ・ドンナとして活躍した。デビュー直後のプッチーニの「トゥーランドット」の題名役での驚異的な歌唱など、ドラマティックな役柄を得意とした。
1990年代からは後進の指導も開始し、ブカレスト国立音楽大学で2013年まで教鞭を取った。

## ルーマニア国外での活動
1973年10月にボローニャでドヴォルザークの「スターバト・マーテル」のソリストで出演しているが、1970年後半から西ドイツをはじめとする歌劇場での活躍が始まった。1980年代に入ると、イタリアの大歌劇場が加わり、更にはパリ・オペラ座、メトロポリタン歌劇場へデビューするなど、世界的なソプラノ歌手として活躍した。
1977年2月ベルリン・ドイツ・オペラに「トスカ」の題名役で出演
1979年5月バイエルン国立歌劇場に「アイーダ」の題名役で出演
1980年2月ジュネーブ大劇場に「さまよえるオランダ人」のゼンタ役で出演。（ホルスト・シュタイン指揮の公演はビデオでも発売された）
1981年3月ヴェネツィアのフェニーチェ劇場に、プッチーニの「西部の娘」のミンニーで出演
1982年3月25日にパリ・オペラ座にプッチーニの「トスカ」の題名役でデビュー。指揮は小澤征爾。キリ・テ・カナワ、ギネス・ジョーンズとのトリプル・キャストであった。同年6月にも「外套」にジョルジェッタ役で出演。
1986年11月11日にメトロポリタン歌劇場にプッチーニの「トスカ」の題名役でデビュー。

## レパートリー
レパートリーは、プッチーニの「トゥーランドット」の題名役とリュー、「トスカ」の題名役、「ラ・ボエーム」のミミ、「マノン・レスコー」の題名役、「西部の娘」のミンニー、「外套」のジョルジェッタ、ヴェルディのアイーダ、「運命の力」と「イル・トロヴァトーレ」のレオノーラ、「ドン・カルロ」のエリザベッタ、ポンキエッリの「ラ・ジョコンダ」の題名役、マスカーニの「カヴァレリア・ルスティカーナ」のサントゥッツァ、ジョルダーノの「アンドレア・シェニエ」のマッダレーナなどのイタリア・オペラを中心にしている。
ドイツオペラでは、ベートーヴェンの「フィデリオ」の題名役、ワーグナーの「さまよえるオランダ人」のゼンタ、「ローエングリン」のエルザ、「ワルキューレ」のジークリンデ、プフィッツナーの「哀れなハインリヒ」のヒルデを歌っている（1982年のケルンでの上演時の指揮は若杉弘）。
フランス・オペラでは、グノーの「ファウスト」のマルグリートがレパートリーとなる。
ルーマニアのオペラでは、エネスコの「エディプス王」、パスカル・ベントユの「ハムレット」、エミール・レレスクの「エカテリーナ・テオドロウ」を歌っている。